# Evarts Ambrose Graham

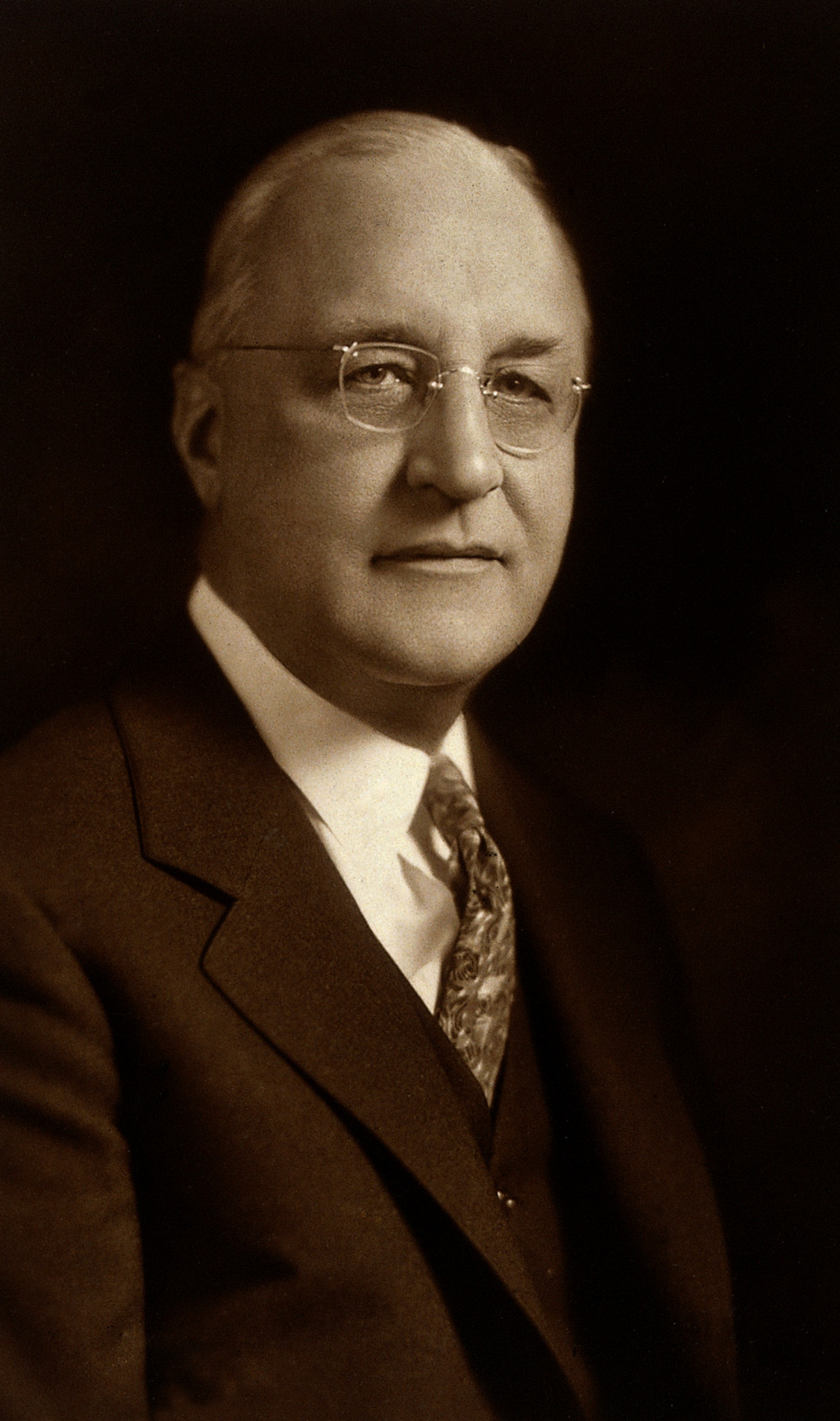
Evarts Ambrose Graham

Evarts Ambrose Graham (1883–1957) – amerykański chirurg, profesor Uniwersytetu Waszyngtona w Saint Louis. Był jednym z pierwszych badaczy, którzy opisali związek pomiędzy paleniem tytoniu i występowaniem problemów zdrowotnych.